# 다가정
다가정(일본어: 多賀町)은 일본 시가현 이누카미군의 정이다.

## 지리
동부에는 스즈카 산맥이 있는데 주요 산으로는 료젠산, 미쿠니산 등이 있다. 정의 남부에서 이누카미강이 흐르고 있다.

## 역사
- 1889년 4월 1일 - 정촌제 시행으로 다가정, 세리타니촌, 규토쿠촌, 오타키촌, 와키가하타촌이 탄생하였다.
- 1941년 11월 3일 - 다가정, 세리타니촌, 규토쿠촌이 합병해 다가정이 되었다.
- 1955년 4월 1일 - 다가정, 오타키촌, 와키가하타촌이 합병해 다가정이 성립하였다.

## 교통

### 철도
- 오미 철도(일본어판) 다가선(일본어판)
  - (히코네시 스크린역(일본어판)) - 다가타이샤마에역(일본어판)

### 도로
- 메이신 고속도로
- 국도 제306호선 (일본)(일본어판)
- 국도 제307호선